# Cardedu
Cardedu (sardinsky: Cardèdu) je italská obec (comune) v provincii Nuoro v regionu Sardinie. Nachází se ve výšce 19 metrů nad mořem a má přibližně 1 900 obyvatel. Rozloha obce je 33,39 km².